# Papilio anchisiades
Đuôi én chấm đỏ (danh pháp hai phần: Papilio anchisiades) là một loài bướm thuộc họ Papilionidae. Nó được tìm thấy ở phía nam Texas phía nam Argentina. Một số ít có thể được tìm thấy tại Kansas, tây nam Arizona và tây Texas.
Sải cánh dài 70–100 mm.
Ấu trùng ăn các loài khác nhau thuộc họ Rutaceae, bao gồm Citrus, Casimiroa, và Zanthoxylum. Con lớn ăn mật hoa.

## Phụ loài
- Papilio anchisiades anchisiades (Venezuela, Colombia to the Guayanas, Peru)
- Papilio anchisiades lamasi (Brown, 1994)  (Ecuador)
- Papilio anchisiades idaeus (Fabricius, 1793)  (Texas, Mexico to Panama)
- Papilio anchisiades capys (Hübner, [1809])  (Bolivia to Parana, Argentina, Paraguay)
- Papilio anchisiades philastrius Fruhstorfer, 1915 (Trinidad)

## Hình ảnh

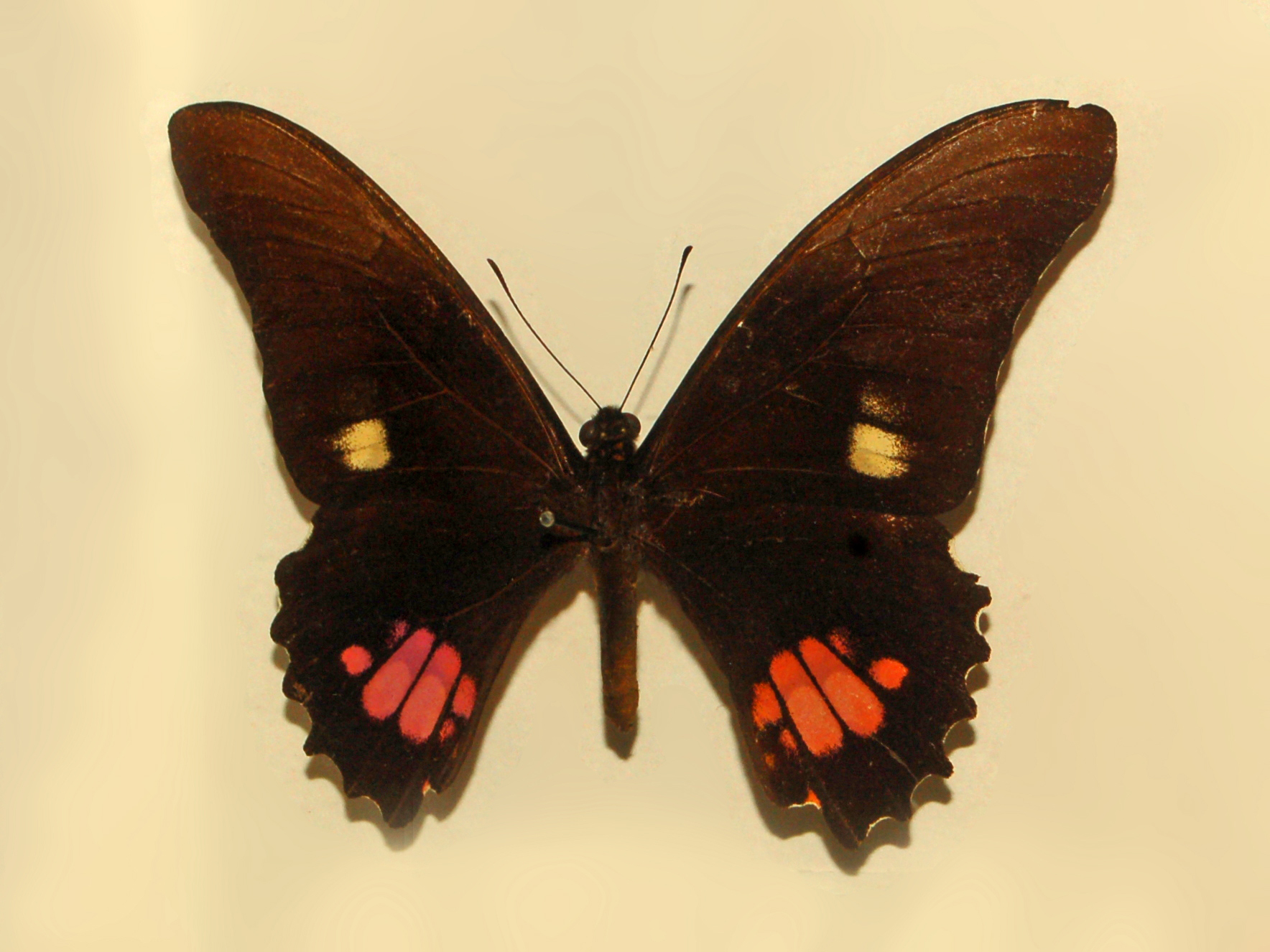
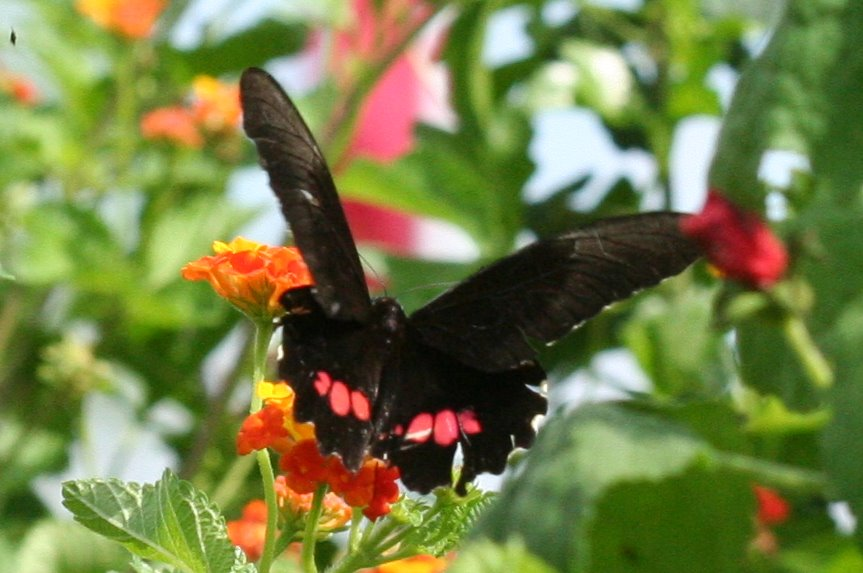
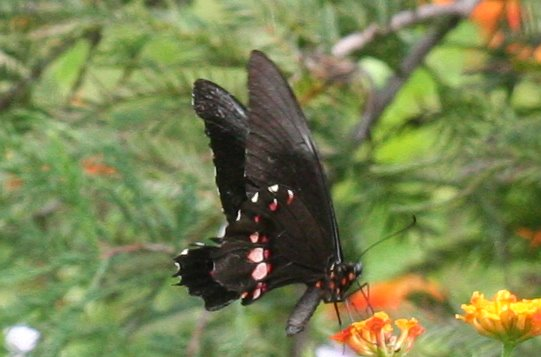
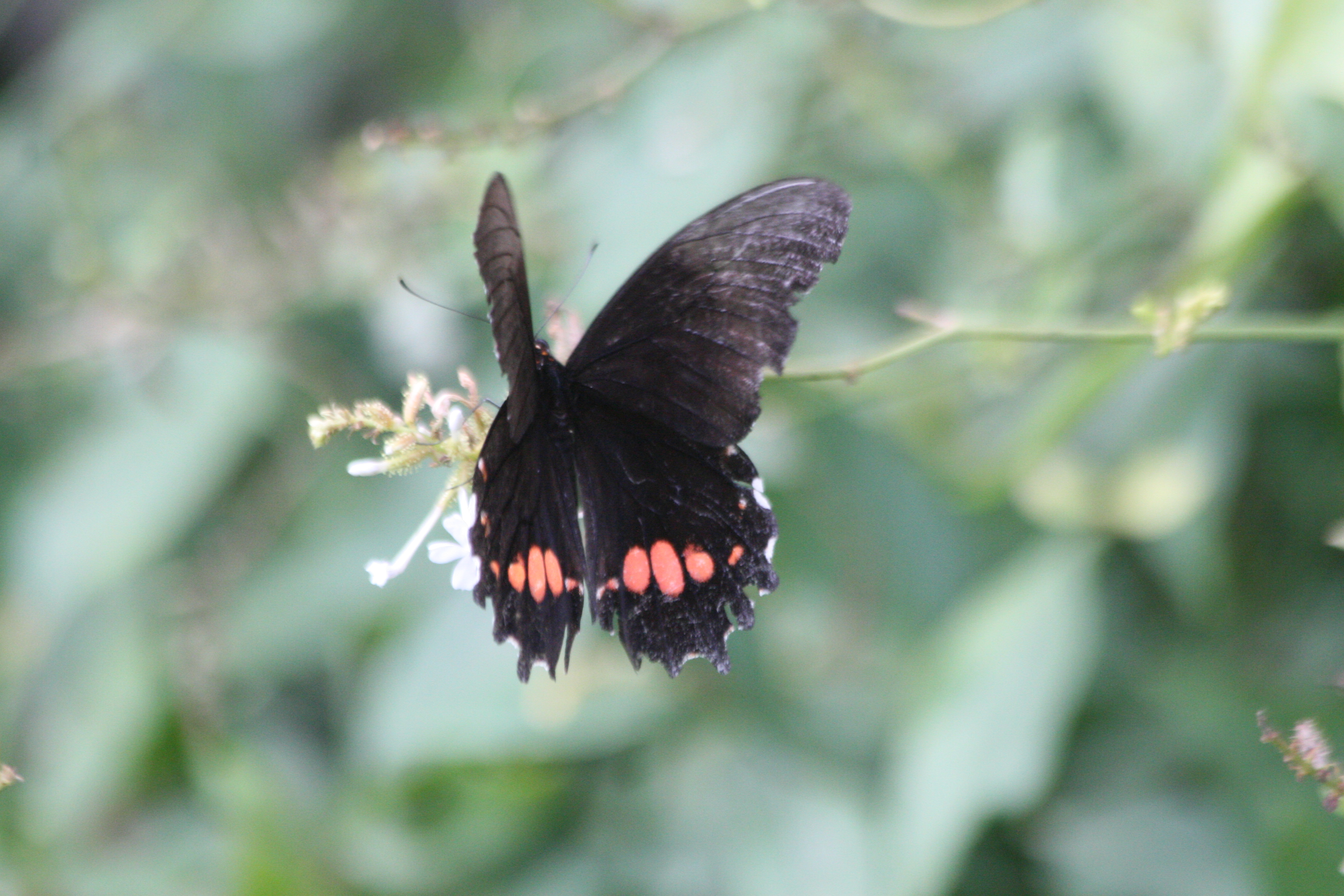